# T Draconis
T Draconis är en förmörkelsevariabel av Mira Ceti-typ  i stjärnbilden Draken.
Stjärnan varierar mellan magnitud +7,2 och 13,5 med en period av 422,2 dygn.